# Bones (cântec The Killers)
Bones este al șaptelea single al trupei de rock alternativ The Killers, respectiv al doilea single de pe albumul lor cu numărul doi, Sam's Town. Nu a avut același succes ca single-ul anterior, „When You Were Young”, nereușind să urce decât pe locul 21 în topul Billboard's Modern Rock Tracks. În Marea Britanie, melodia s-a clasat pe o poziție mai bună, respectiv 15.
Primul titlu al cântecului a fost „It's Only Natural”, devenind ulterior „Bones”, ambele fiind inspirate din refrenul melodiei: Don't you wanna come with me? / Don't you wanna feel my bones / On your bones? / It's only natural (traducere aproximativă: Nu vrei să vii cu mine? / Nu vrei să-mi simți oasele / Pe oasele tale? / E natural)

## Lista melodiilor

### Ediția britanică (7", CD)
1. „Bones” – 3:46
2. „Daddy's Eyes” – 4:13

### Ediția britanică (DVD)
1. „Bones” (music video) – 3:46
2. „When You Were Young” (music video) – 5:33

### Ediția europeană (Maxi CD)
1. „Bones” – 3:46
2. „Daddy's Eyes” – 4:13
3. „Where The White Boys Dance” – 3:26
4. „Bones” (video) – 3:46

## Despre videoclip
Videoclipul este regizat de Tim Burton (cunoscut pentru filme ca Batman, Batman se întoarce, Edward Mâini-de-foarfecă, Charlie și fabrica de ciocolată), și reprezintă debutul acestuia ca regizor de videoclipuri muzicale. Cei doi protagoniști sunt interpretați de Michael Steger și Devon Aoki.
Totul începe cu cei doi protagoniști așezați în mașină și uitându-se la un ecran uriaș, în fața căruia se află formația The Killers, care interpretează cântecul. În spate, pe ecran, sunt arătate scene din diverse filme (incluzând Lolita și Iason și argonauții), intercalate cu imagini ale aceluiași cuplu îndreptându-se spre plajă, în mașină. O dată ajunși, ea își dă părul jos de pe cap și se transformă într-un schelet, iar el își dă jos tricoul, și se transformă de asemenea. În paralel, trupa continuă să cânte, și din când în când li se observă falangele, și în anumite momente devin schelete îmbrăcate cu haine. În mașină, fata repetă gestul de pe ecran, care are același consecințe, și cele două schelete își rezeamă tandru capetele unul de celălalt. La final, pe ecran, scheletele sunt arătate alergând pe plajă unul către celălalt. Atunci când se întâlnesc, sar unul în brațele celuilalt, pentru a se dezintegra aproape în aceeași secundă. Câteva clipe mai târziu, membrii trupei (sub formă de schelete) termină de cântat și cad, dezintegrându-se la rândul lor.
Videoclipul a câștigat titlul de „Cel mai bun videoclip” la Premiile NME din 2007.

## Poziții în topuri
- 15 (UK Singles Chart)
- 16 (Noua Zeelandă)
- 21 (US Modern Rock)
- 22 (Australia)
- 24 (Irlanda)